# Todas las flores
Todas as Flores (título en español: Todas las flores) es una telenovela brasileña creada y escrita por João Emanuel Carneiro, con dirección de Carlos Araújo. Se lanzó a través de Globoplay el 19 de octubre de 2022, siendo la segunda telenovela de la plataforma.
Está protagonizada por Sophie Charlotte y Humberto Carrão, coprotagonizada por Mariana Nunes, , Caio Castro y Nicolas Prattes, junto a Regina Casé, Letícia Colin, Ângelo Antônio, Bárbara Reis, Jackson Antunes y Fábio Assunção en el roles antagónicos.

## Trama
Maíra (Sophie Charlotte) creía que su madre había muerto, cuando en realidad la rechazó al saber que su hija había nacido ciega. Años después, Zoé (Regina Casé) vuelve para pedir perdón a su hija Maíra. Durante una discusión con Zoé, Rivaldo (Chico Díaz), padre de Maíra, sufre un infarto y muere. Zoé, que tiene antecedentes penales, le cuenta a Maíra una versión diferente de por qué desapareció, que Ivaldo huyó con ella cuando aún era una niña, lo que impidió que ambas tuvieran una relación. Sin contar con nadie, Maíra acepta la propuesta de su madre de mudarse a Río de Janeiro con ella. Al llegar a la ciudad, Maíra conoce a su hermana menor, Vanessa (Letícia Colin), que necesita un trasplante de médula ósea para tratar la leucemia. En cuanto Zoé le explica la situación de Vanessa, Maíra se ofrece para el procedimiento de su hermana. Ni Vanessa ni Zoé le dicen que, en realidad, la única razón por la que la buscaron es precisamente por el trasplante. La relación entre Maíra y Vanessa se complica debido a que Rafael, el prometido de Vanessa, se enamora de Maíra.

## Reparto
- Sophie Charlotte como Maíra da Cruz Valente
- Regina Casé como Zoé da Cruz
- Letícia Colin como Vanessa da Cruz
- Mariana Nunes como Judite Xavier
- Humberto Carrão como Rafael Martinez Barreto
- Caio Castro como Pablo Xavier
- Nicolas Prattes como Diego da Silva
- Cássio Gabus Mendes como Luís Felipe Martinez
- Naruna Costa como Lila Martinez
- Ângelo Antônio como Samsa Mondego
- Bárbara Reis como Débora Mondego
- Douglas Silva como Oberdan Nascimento
- Mary Sheila como Jussara Nascimento
- Luís Navarro como Mark
- Leonardo Lima Carvalho como Celinho Nascimento
- Suzy Rêgo como Patsy Martínez
- Zezeh Barbosa como Darcy Munhoz
- Micheli Machado como Chininha Munhoz
- Jhona Burjack como Javé
- Yara Charry como Joy Martinez
- André Loddi como Olavo Kreusinger
- Duda Batsow como Jéssica da Silva
- Samantha Jones como Ciça
- Adriana Seiffert como Garcia
- Mumuzinho como José Carlos Nonato "Joca"
- Xande de Pilares como Darci
- Heloisa Honein como Brenda Munhoz
- Camila Alves como Gabriela
- Moira Braga como Fafá
- Cleber Tolini como Márcio
- Amanda Mittz como Laura
- Luiz Fortes como Rominho
- Rodrigo Vidal como Biel da Silva
- Kelzy Ecard como Deca da Silva "Dequinha"
- Jackson Antunes como Galo
- Fábio Assunção como Humberto Barreto
- Thalita Carauta como Mauritânia Munhoz
- Gabriel Lima como Xande
- Bernardo Gomes como Guga
- Pietro Cheuen como Gui
- Giovana Pedrosa como Tina

### Invitados especiales
- Valentina Bandeira como Dira
- Nilton Bicudo como Raul "Raulzito" Martínez
- Chico Díaz como Rivaldo Valente
- Ana Beatriz Nogueira como Guiomar Martínez Barreto[6]
- Bruno Ibañez como Mendonça
- Gabriel Cardoso como Léo
- Henry Dutra como Nado
- André Pimentel como el delegado
- Murilo Sampaio como Dr. Fred
- Henrique Fraga como Thomás

## Producción
Durante su etapa de preproducción, la telenovela llevó por título provisional Olho por Olho (Ojo por ojo), inicialmente programada para sustituir Um Lugar ao Sol en el horario de las 21 horas por TV Globo. Debido a retrasos constantes provocados por la pandemia de COVID-19, el estreno de la telenovela se pospuso para finales de 2022, en sustitución de Pantanal. En marzo de 2022, se anunció que la telenovela se lanzaría a través de Globoplay, la plataforma prémium de Grupo Globo. El 30 de mayo de 2022, se confirmó el título Todas as Flores como el título oficial de la telenovela. La producción de la telenovela inició rodaje en julio de 2022. La telenovela tiene contemplado 85 episodios, divididos en dos temporadas. La telenovela se lanzó el 19 de octubre de 2022, con 5 episodios lanzados semanalmente.